# Polyura roeberi
Polyura roeberi är en fjärilsart som beskrevs av Hans Fruhstorfer 1898. Polyura roeberi ingår i släktet Polyura och familjen praktfjärilar. Inga underarter finns listade i Catalogue of Life.